# Antonio Baldacci
Antonio Baldacci, född 1867, död 1950, var en italiensk botaniker, skrev flera artiklar och monografier om albansk och balkansk flora.